# 前川喜平
前川 喜平（まえかわ きへい、1955年〈昭和30年〉1月13日 - ）は、日本の文部・文科官僚。
文部科学省大臣官房総括審議官、文部科学省大臣官房長、文部科学省初等中等教育局長、文部科学審議官（文教担当）、文部科学事務次官などを歴任した。

## 来歴

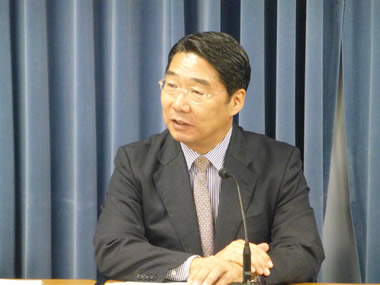
2016年10月17日、中央合同庁舎第7号館にて

奈良県南葛城郡御所町（現：御所市）生まれ。1963年、御所市立秋津小学校3年生の1学期のときに東京都文京区へ転居。4年生のときに親が独立して港区に転居。1967年、麻布中学校へ入学。麻布高等学校では宇宙物理学者を志望し理系クラスに在籍したが、数学IIIで挫折し、3年生の夏休みが終わる頃に文転。
1973年、東京大学文科一類に入学。第二外国語でロシア語選択。原始仏教、インド哲学に興味を持ち仏教青年会に所属。中村元、増谷文雄の著書をよく読んだという。法学部進学、芦部信喜に憲法を学ぶ。2年留年し、1979年に東大法学部を卒業。国家公務員試験（甲種 - 行政職）を4番目の成績で合格し、文部省入省（配属は大臣官房総務課審議班）。ケンブリッジ大学大学院留学。
1986年9月、宮城県に出向し同県教育委員会行政課長。1989年2月、在フランス大使館一等書記官。1992年3月、文部省官房政策課政策調査官。1993年4月、同省官房政策課政策企画官。
1994年6月、文部大臣秘書官事務取扱として「文部省と日本教職員組合（日教組）との歴史的和解」に関与。1995年10月、同省教育助成局財務課教育財務企画室長。
1997年7月、文化庁へ出向、文化部宗務課長。1998年7月、高等局主任視学官兼中央省庁等改革推進本部事務局参事官。2000年6月、文部省教育助成局教職員課長。2001年1月、中央省庁再編に伴い文部科学省に変わり、同省初等中等教育局教職員課長。2001年7月、同省初等中等教育局財務課長。2004年7月、同省初等中等教育局初等中等教育企画課長。
2007年7月、大臣官房審議官（初等中等教育局担当）。2010年7月、大臣官房総括審議官。2012年1月、大臣官房長。2013年7月、初等中等教育局長。2014年7月、文部科学審議官。2016年6月、文部科学事務次官。
2017年1月20日に、文部科学省天下り問題で懲戒処分を受け、同日付で依願退職した。
2018年4月から日本大学文理学部教育学科非常勤講師。
2024年、田中優子前法政大学総長と前川が共同代表を務める市民グループ「テレビ輝け!市民ネットワーク」が前川を社外取締役に推薦するなど4議案をテレビ朝日ホールディングスに株主提案。同年6月27日の定時株主総会があり、4議案はいずれも否決された。

## 主な主張と活動

### 旧統一教会の改称申請拒否
文化庁宗務課長時代、霊感商法の問題などを踏まえ、統一教会（現：世界平和統一家庭連合）の改称届を提出させないよう働きかけていたと主張している。

### 義務教育費国庫負担制度
義務教育費国庫負担制度について初等中等教育企画課長在職中に開設したブログの中で、小泉政権の三位一体改革で、公立小中学校の教職員給与の国の負担が2分の1から3分の1に引き下げられたことを巡って「義務教育費削減は道理が通らない」「クビと引き換えに義務教育が守れるなら本望」と与党を批判。

### 数学必修廃止論
数学は義務教育の範囲で十分である。高校数学は高度すぎるため必修科目から外すべきであると主張した。

### 大学の設置・認可
2012年11月1日、大学設置・学校法人審議会の答申を受け、文部科学大臣の田中眞紀子が秋田公立美術大学ほか2大学（札幌保健医療大、岡崎女子大）を新設不可とする方針を公表したが、就任間もない大臣が大学認可という重要事項を一存で決められるものではなく、事務方の意向に沿ったとした田中について、大臣官房長だった前川は「『今は認可しない』ということと『不認可』とは異なる」として、官僚側と田中には意思疎通の齟齬があったと批判。3大学関係者は民主党の文部科学副大臣に認可見送り撤回を要望。認可決裁が下り、9日に文科省は認可証を発行した。

### 朝鮮学校無償化についての対応
文部科学大臣官房審議官在任中、朝鮮学校無償化に対して民主党政権の意向を受け、旗振り役となったと報じられた。自民党への政権交代後、下村博文文部科学相が朝鮮学校無償化を適用対象外とする方針を表明すると、前川はこの方針を覆すための行動を取らなかった。
在日本朝鮮人総聯合会機関紙である朝鮮新報は、前川の「適用可否がはっきりしない状況が続いて生徒たちを不安な気持ちにさせ、申し訳ないと思っている。（朝鮮学校への）理解が日本人にも広がっているのは良いこと」との発言を掲載した。この会見は日本の報道関係者をシャットアウトした上で行われ、翌月の産経新聞による朝鮮日報の記事への取材に対して前川は「言った記憶がない」と発言を否定している。
2017年7月、朝鮮学校無償化の適用可否について、大阪地裁と広島地裁で相次いで異なった判決が出たことについて、「今更どの面下げてという話だが、せめて司法で救済してほしい」などと述べている。

### 『江戸しぐさ』の道徳教材への掲載
初等中等局長の時、江戸しぐさを道徳教材に掲載したが、文部科学大臣であった下村博文の指示によるものであると主張している。自身も当時は伝統的な道徳だと思っていたが、2019年の取材では「あんなインチキなものを」「悔やんでも悔やみきれない」と述べている。

### 萩生田光一文部科学相について
文部科学大臣に就任した萩生田光一について「萩生田さんに大臣の資格はない。一人ひとりの子を大切にするというより、国のために役に立つ人間を作るという考えで、実に権威主義的です。教育勅語を本気で復活させかねない人物であり、非常に危険だと思います。『身の丈』発言は憲法と教育基本法に真っ向から反する。経済格差に甘んじろと言わんばかりの発言で、教育の機会均等という最も大事な理念すら理解していません」（原文ママ）と述べている。

### 日本の有権者は愚かであるとの主張
2021年総選挙では立憲民主党や日本共産党など野党共闘の候補を積極的に支援したが、野党が大敗すると「日本の有権者はかなり愚かだ」とツイートした。さらにその選挙で辻元清美が落選したことを捉え、「有権者がアホ」とツイートした。元大阪市長の橋下徹はこれに対し「元官僚にはこの手の勘違い野郎が多い」「だから選挙が必要で、政治家が官僚を統制しなければならない。選挙の結果を否定したら民主主義など成り立たない」と批判した。
また、2025年参議院議員選挙においても、「神谷宗幣は日本の恥だ。西田昌司も杉田水脈も日本の恥だ。それが分からない有権者も日本の恥だ。」と投稿した。

## 出会い系バー報道
2017年5月22日、読売新聞は、前川が文部科学省在職中に売春や援助交際の交渉の場になっている東京都新宿区歌舞伎町の出会い系バーに頻繁に出入りし、店内で気に入った女性と同席し値段交渉した上で店外に連れ出していたと報じた。同報道では、店に出入りしている女性の「女の子と値段交渉していた」「私も誘われた」といった証言も紹介された。
同じく5月22日、産経新聞は、そのデジタルニュースで前川は文部科学審議官であった2015年頃から歌舞伎町の出会い系バーに頻繁に出入りするようになったと報じた。また、産経新聞は、この「出会い系バー」という店について、女性から援助交際や売春を男性に誘うことも多く、ホテルに向かうケースもあり、店としては、行為に関与しない、前川は文部科学審議官であった約2年前からの常連で、女性と一緒に店外に出たこともあったとした。
前川自身は、当初の新聞報道に対し25日に行った記者会見で出会い系バーへ行ったことを認めた上で「ドキュメント番組で女性の貧困について扱った番組を見て実際に話を聞いてみたいと思った。話を聞く際に食事をし小遣いをあげたりしていた」「そこで出会った女性を通して女性の貧困と子供の貧困が通じていることがわかった。実地の調査の中で学べることが多く、ああいうところに出入りしたのは意義があった」と述べた（文藝春秋2017年7月号に、2年前か3年前（2014-2015年）にテレビのドキュメント番組で出会い系バーを知ったとの本人の証言が掲載されている）。また、読売新聞の報道に関しては「私の個人的な行動を読売新聞がどうしてあの時点（退官後半年余りを経過）で報じたのか」と疑問を呈した。
一方で週刊文春は前川が会っていた女性や店員への取材で前川と女性の間に怪しげな関係はなく前川の説明は事実であったと報道した。
菅官房長官は26日の定例会見で「女性の貧困問題の調査のためにいわゆる出会い系バーに出入りし、かつ女性に小遣いを渡している」という主張に強い違和感を覚えたとし、当時の上長にあたる官房副長官の杉田和博に確認したところ、前川が事務次官時代に出会い系バーに出入りをしていたことを知って厳しく注意したという報告を受けたと述べた。
前川は、7月10日の衆院閉会中審査で、歌舞伎町の「出会い系バー」通いの理由を「女性の貧困について実地の視察調査」と説明していたことについて、「『調査』という言葉は適切でなかったかもしれない」と述べている。
店では、女性から援助交際や売春を男性に誘うことが多く、ホテルに直行する場合もあり、店としては、行為に関与しない、前川は文部科学審議官であった約2年前からの常連で、女性と一緒に店外に出たことも確認されている。

### 出会い系バーで前川と会ったとする女性の証言
- 週刊文春2017年6月8日号の、出会い系バーで会っていたという女性の匿名インタビューは以下のようなものであった。今は百貨店に勤めるという女性は2011年に前川と出会い、前川とは最も親しかったといい、前川には身の上の相談や就職に関する相談にのってもらったとした上で、「彼は『前田』と名乗っていた。愛称は『まえだっち』。週2回会っていた時期もあり、3年間で30回以上。5000円くれていた。私は前川さんに救われたのです」と述べ、前川のおかげで今があると思っていると証言した[47]。報道については、今になって真実とは思えない報道がなされていると疑問を呈し、また性的な関係があったのかという問いに対しては、「前川から口説かれたことも手を繋いだこともなく有り得ない」と前川の主張と同様の内容を述べている[48]。
- 同記事の中で前川は「確かにあの店で出会って一緒にお寿司を食べたり、ダーツをやったりもしました。でも遊ぶことが目的だったわけでなく、彼女の生い立ちや現状について話を聞かせてもらうとともに生活や就職の相談に乗っていました」と説明している[48]。
- 産経新聞社が発行する「夕刊フジ」の公式サイトによると、当人らしき人物に覚えがあるとした別の女性に記者が取材したところ、その女性は、調査目的で来たとしているとの記者の言に対し「アハハッ！ ぜってー、そんなわけないって。（女性と）ホテル行ってるよ」と述べたという[49]。

### 著名人の反応
- 花田紀凱は「“公僕”の正義って何?」と、前川を批判した[50]。
- ノンフィクション作家窪田順生は、本当に貧困調査を目的としていたのか検証が必要と主張[51]。
- ケント・ギルバートは夕刊フジ紙上で、前川を「正義感あふれる人格者」と伝えるメディアに違和感を覚えると記した[52]。
- 沖縄タイムスはコラムで、この件が読売新聞に掲載されたことについて「権力はピンチになれば何でもする」との見解を掲載[53]。
- 安積明子は東洋経済にて、官邸の指示で読売新聞に「出会い系バー」の一件を書かせたのではないか、と述べている[54]。官邸は週刊誌等の「首相官邸のリーク」説を全面否定している[55]。
- 読売新聞OBの大谷昭宏は「私がいた頃の読売社会部の基準なら、取材が甘すぎて絶対に掲載できない内容です。デスクに『誰に頼まれて書いてるんだ？』と一喝されるのが関の山ですよ。」と報道自体に疑問を呈している[56]。
- 東京新聞社会部記者の望月衣塑子は前川に取材を重ね、前川の主張が「本音であろうと推察するに至った」とし、「出会い系バーに通う普通の男性の目的と前川氏の目的意識には雲泥の差がある。」と述べている[57]。

## 不祥事

### 天下りあっせん問題
2017年2月7日の衆議院予算委員会では他の関わったOBや現役の文部科学省の官僚と共に招致されて、前川は「文科省と日本政府への（国民の）信頼を損ねた。万死に値する」として謝罪した。
2017年1月上旬、文科省から官邸側へ前川の定年延長の打診がされたが官房副長官の杉田和博が「前川氏は責任を取って辞めるべきで、定年延長は難しい」と回答し、前川から「せめて（定年の）3月まで次官を続けさせてほしい」という要求があったが杉田が「こうした問題に関する処分は、まずは事務方のトップが責任を取ることを前提に議論しないといけない」と無理であることを直接伝える。1月20日に辞任が認められ、その際に文部科学省全職員へ、自身を反面教師とし遵法意識の徹底に努めるべきとするメールを送信していることが、朝日新聞で報じられている。前川は「引責辞任は自分の考えで申し出た」と主張する一方、官房長官の菅義偉は「私の認識とは全く異なる」「当初は責任者として自ら辞める意向をまったく示さず、地位に恋々としがみついていた。その後、天下り問題に対する世論の厳しい批判にさらされ、最終的に辞任した」と述べている。退職金は2月17日付で支払われ、前川と同じ勤続条件37年で事務次官で自己都合退職の場合の支給額は約5610万円であると報じられる。
一連の問題を巡り、前川は2017年1月に2ヵ月間減給10分の1の懲戒処分を受けた。さらに同年3月、文部科学省天下り問題による停職相当の懲戒処分が発表された。
前川は後に、2017年6月23日の日本記者クラブの記者会見で、「再就職等監視委員会の指摘を受けて、改めて違法行為というものが明るみになって、その時点で私は違法行為についての認識をするに至ったということですから、知っていたのに是正しなかった、ということは当たらないと思っております」と発言している。
また、文部科学省事務次官の退職意向を申し出た日付について、前川は2017年1月5日であると述べているが、文部科学大臣の松野博一は同日について「京都視察で10人近くが常に一緒にいた。込み入った話を受けられる状況ではなかった」と述べ、前川の主張を否定している。5日当日の松野のスケジュールは、朝から夕方まで「文化庁の京都市内の移転対象4カ所の視察」に行き、前川ら文科省の幹部職員10名程度を帯同したまま昼食を取り、夕方には次の場所に移動したと述べている。松野は、前川から辞意を意向を聞いたのは1月中旬頃であったと述べている。

## 家族
- 祖父・喜作（前川製作所創業者）[66]
- 父・昭一（前川製作所元社長）[66]
- 妹・真理子（中曽根弘文の妻）[66]
- 妹・マヤ（小泉和久の妻）[66]

## 著書

### 単著
- 『面従腹背』毎日新聞出版、2018年6月27日。ISBN 978-4620325149。

### 共著
- 前川喜平、寺脇研『これからの日本、これからの教育』筑摩書房〈ちくま新書〉、2017年11月8日。ISBN 978-4480071064。
- 前川喜平、山田厚史『前川喜平「官」を語る』宝島社、2018年7月12日。ISBN 978-4800284570。
- 前川喜平『前川喜平が語る、考える：学ぶことと育つこと、在日とアイデンティティー、あなたと私。［対談者：山田洋次、堀尾輝久、山本健慈(前和歌山大学長)、木村泰子(元大空小学校長)、高賛侑(ノンフィクション作家)］』本の泉社、2018年9月。ISBN 9784780719062。
- 前川喜平、青砥恭、関本保孝、善元幸夫、金井景子、新城俊昭『教育のなかのマイノリティを語る―高校中退・夜間中学・外国につながる子ども・LGBT・沖縄の歴史教育』明石書店、2018年9月5日。ISBN 9784750347141。
- あすわか、前川喜平『イマドキ家族のリアルと未来：憲法9条の陰でねらわれる24条』かもがわ出版、2018年11月。ISBN 4780309891。
- 前川喜平、谷口真由美『ハッキリ言わせていただきます！黙って見過ごすわけにはいかない日本の問題』集英社、2019年2月10日。 ISBN 4-08-786110-4。
- 望月衣塑子、前川喜平、マーティン・ファクラー『同調圧力』角川書店〈角川新書〉、2019年6月8日。ISBN 978-4040823027。
- 前川喜平、三浦まり、福島瑞穂『生きづらさに立ち向かう』岩波書店、2019年10月29日。ISBN 978-4000613712。
- 柳澤協二、前川喜平『官僚の本分』かもがわ出版、2020年8月24日。ISBN 978-4780311105。
- 望月衣塑子、田原総一朗、前川喜平、山田厚史『伏魔殿菅義偉と官邸の支配者たち』宝島社、2020年1月24日。ISBN 4299002067。
- 前川喜平、松島泰勝『談論風発 琉球独立を考える』明石書店、2020年08月30日。ISBN 9784750350592。
- 寺脇研、前川喜平、吉原毅『この国の「公共」はどこへゆく』花伝社、2020年12月。ISBN 978-4763409492。
- 上脇博之、阪口徳雄、前川喜平、小野寺義象、石戸谷豊、岡田正則、松宮孝明『ストップ!!国政の私物化：森友・加計、桜、学術会議の疑惑を究明する』あけび書房、2021年4月。ISBN 9784871541886。
- 新垣毅、稲嶺進、高里鈴代、高木吉朗、宮城秋乃、木村草太、紙野健二、前川喜平、安田浩一『これが民主主義か? 辺野古新基地に“NO”の理由』影書房、2021年1月。ISBN 4-87714-487-0。
- 寺脇研、前川喜平『官僚崩壊 どう立て直すのか』扶桑社、2021年9月18日。ISBN 4594089429。
- 前川喜平、能川元一、梁英聖、梁・永山聡子『右傾化・女性蔑視・差別の日本の「おじさん」政治』くんぷる、2021年10月11日。ISBN 9784875510567。
- 鳩山友紀夫、孫崎享、植草一秀、前川喜平『出る杭の世直し白書：「なんでも官邸団」に成り下がった政財官を斬る!』ビジネス社、2021年10月14日。ISBN 9784828423326。
- 石破茂、村上誠一郎、内田樹、御厨貴、前川喜平、古賀茂明、望月衣塑子、小沢一郎『自民党失敗の本質』宝島社、2021年10月22日。ISBN 4299021312。
- 内田樹、寺脇研、前川喜平『教育鼎談: 子どもたちの未来のために』ミツイパブリッシング、2022年04月27日。ISBN 4907364253。

## 出演
- ビデオニュース・ドットコム（2017年5月27日）
- デモクラシータイムス（YouTube、不定期）
- ポリタスTV（YouTube、2020年7月28日）